# قطب الدين حسن
قطب الدين حسن (بالفارسية: قطب الدین حسن) كان ملك من سلالة الغوريون. خلف والده محمد بن عباس عام1080. ورث قطب الدين مملكة كانت في حالة فوضى قبلية. قُتل أثناء قيامه بقمع ثورة في غرب غزنة، وخلفه ابنه عز الدين حسين الذي أعاد السلام إلى المملكة